# Prosactogaster lineata
Prosactogaster lineata är en stekelart som först beskrevs av Jean-Jacques Kieffer 1906.  Prosactogaster lineata ingår i släktet Prosactogaster och familjen gallmyggesteklar. Inga underarter finns listade i Catalogue of Life.